# Miguel Ortíz y Berrocal

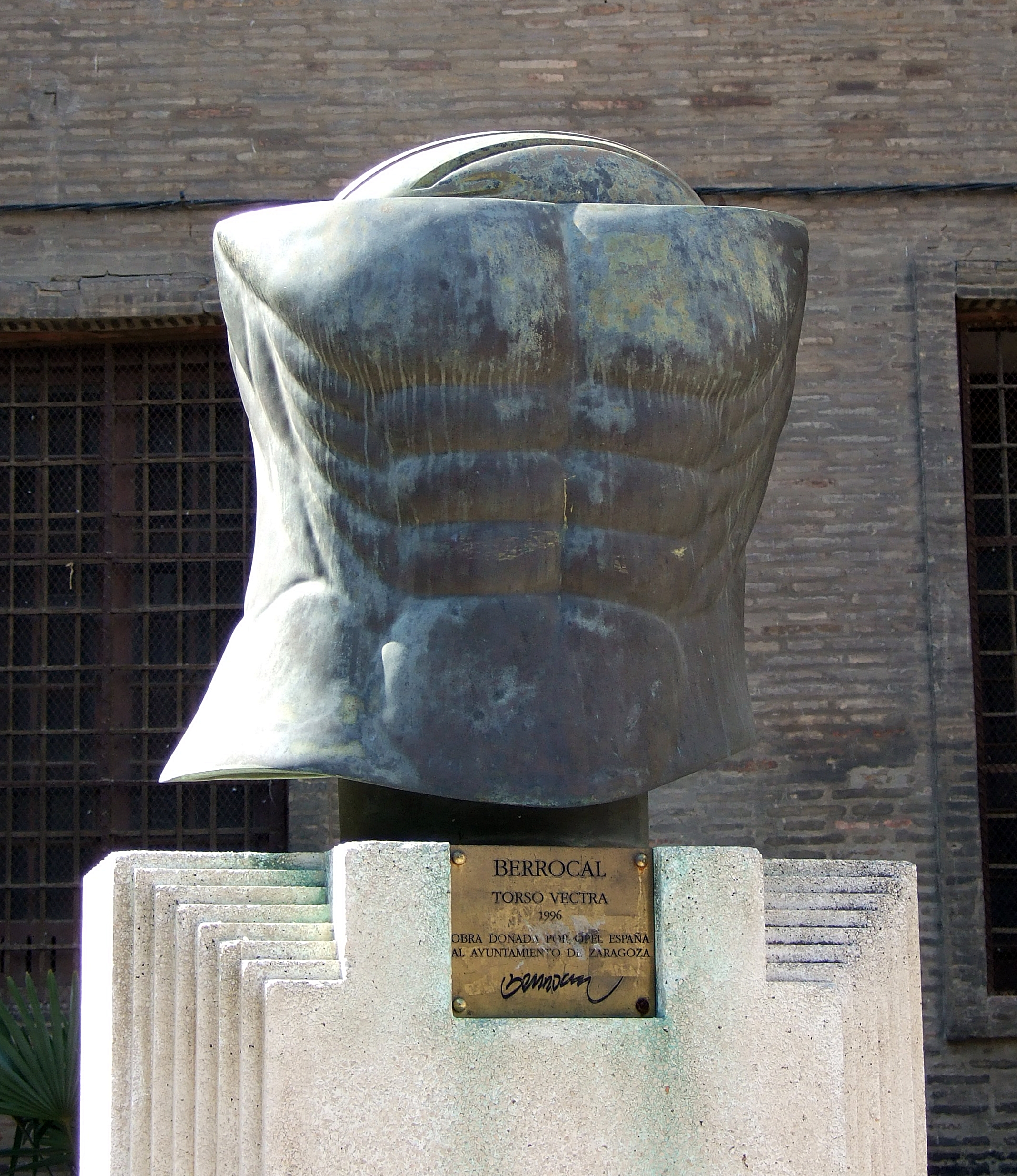
«Torso Vectra», uma obra de Berrocal que se encontra na Praça de São Bruno, em Saragoça.

Miguel Ortiz Berrocal (Villanueva de Algaidas, 28 de Setembro de 1933 - Antequera, 31 de Maio de 2006) foi um reconhecido escultor espanhol.
Iniciou estudos de Arquitectura que abandonou depressa para se formar na Escola de Artes e Ofícios de Madrid. Nesta escola foi aluno de Ángel Ferrant y de Ramón Stolz.
Entre 1962 e 1963, expôs as suas obras entre as cidades de Paris e Nova Iorque, chegando mesmo a fazer parte do acervo do MoMA.
Em 1966, instalou-se definitivamente em Verona e a partir de 1968 dedicou todo o tempo a obras de grande formato (monumentos) e a múltiplas peças de pequeno formato.
Em 1975, casou-se com D. Maria Cristina Blais de Saxe-Coburgo Gotha e Bragança, filha de D. Maria Pia de Bragança e alegada neta do rei D. Carlos I de Portugal, com quem teve dois filhos:
- D. Carlos Miguel Berrocal de Saxe-Coburgo Gotha e Bragança (nascido em 1976)
- D. Beltrão José Berrocal de Saxe-Coburgo Gotha e Bragança (nascido em 1978)

Em 1992, realizou una serigrafia para celebrar o centenário dos Jogos Olímpicos. 